# Neogomphus bidens
Neogomphus bidens är en trollsländeart som först beskrevs av Selys 1878.  Neogomphus bidens ingår i släktet Neogomphus och familjen flodtrollsländor. IUCN kategoriserar arten globalt som livskraftig. Inga underarter finns listade i Catalogue of Life.